# Plano Cruzado

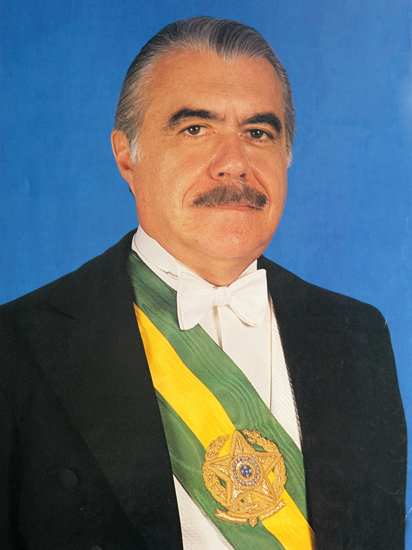
Oficial presidente José Sarney

Plano Cruzado foi um conjunto de medidas econômicas, lançado pelo governo brasileiro em 28 de fevereiro de 1986, com base no decreto-lei nº 2.283, de 27 de fevereiro de 1986, sendo José Sarney o presidente da República e Dilson Funaro o ministro da Fazenda. O plano foi aprovado na Câmara dos Deputados com 344 votos a favor e 13 contra, enquanto no Senado Federal só 1 dos 49 parlamentares votou contra.
A principal marca foi o congelamento de preços. Alimentos, combustíveis, produtos de limpeza, serviços e até o real tiveram os preços tabelados pelo governo. Essas medidas do Plano Cruzado contrariaram a recomendação internacional do Fundo Monetário Internacional, a quem o governo culpava pela inflação por ser "especuladores".
Inicialmente, o Cruzado reduziu a inflação de 12,49% em fevereiro de 1986 para 1,40% em outubro do mesmo ano. Com o resultado o governo Sarney ficou extremamente popular, era considerado ótimo ou bom por 72% dos brasileiros, segundo o Ibope, e o PMDB, sozinho, elegeu 53% dos deputados federais e o PFL 24% – dando ao governo maioria de 77% nas eleições gerais no Brasil em 1986. No Senado, a bancada governista somava 81%. Os resultados foram inéditos na história política brasileira. O plano foi elogiado em editoriais de jornais e por políticos de todas as vertentes, como José Serra (um dos redatores), Maria Conceição Tavares, Plínio de Arruda e Aloízio Mercadante. O Partido dos Trabalhadores gravou peça de propaganda sobre a medida. Ficaram isolados na crítica ao plano ambos os líderes das correntes economicistas dos anos 80 chamadas de heterodoxos e ortodoxos, respectivamente Leonel Brizola, e de Roberto Campos, criador do BNDES- mas adepto ao Austerismo no fim da vida.
O plano em si não era sustentável. Devido ao controle dos preços dos produtos e serviços, as mercadorias principiaram a escassear e a sumir. Mercados paralelos floresceram e só pagando "ágio" era possível comprar as coisas. As exportações caíram, as importações aumentaram e as reservas cambiais foram esgotadas. A inflação disparou, os preços de combustíveis, bebidas, automóveis aumentaram consideravelmente. A economia entrou em colapso. Seis dias depois das eleições gerais no Brasil em 1986 o governo lançou o Plano Cruzado II. Em 2005, José Sarney admitiu que o plano cruzado foi um erro.

## Autores

Dilson Funaro

Além de Dilson Funaro, outros economistas participaram da elaboração do Plano, como o Ministro do Planejamento João Sayad, Edmar Bacha, André Lara Resende e Persio Arida. No dia 16 de janeiro, João Sayad, Persio Arida, André Lara Resende, Oswaldo de Assis e Jorge Murad (genro do presidente Sarney) votaram a favor do Plano, ao passo que Dilson Funaro, João Manuel Cardoso de Mello, Luiz Gonzaga Belluzzo, Andrea Calabi e Edmar Bacha acharam-no muito arriscado. Com a recusa da maioria, João Sayad, Ministro do Planejamento, afirmou que iria pedir demissão. Em um momento político delicado, de insegura consolidação da Nova República, Jorge Murad convenceu Sarney a adotar o Plano Cruzado, apoiando Sayad, Persio Arida, Andre Lara Resende e Jorge Murad, a favor do Plano.

Uma vez adotado, o plano logo conquistou maciço apoio popular.
A hiperinflação criou tumultos no dia a dia das pessoas, nas tarefas do cotidiano. Então, de repente a gente acorda no dia 28 de fevereiro de 1986 e fala assim: acabou a inflação, a moeda é outra, corta zeros, tudo agora vai ser diferente, tem uma "tablita" para você pagar suas contas e cobrar as dívidas dos outros, e tudo é diferente. Os preços vão ser tabelados. Está aqui a tabela.
Assim, mesmo os seus opositores iniciais acabaram por apoiá-lo com entusiasmo. Todos reivindicaram para si a paternidade do plano, enquanto fez sucesso, mas quando mostrou suas deficiências, seus "pais" passaram a rejeitar o "filho".

## Principais medidas
As principais medidas do Plano Cruzado foram editadas através dos decretos-leis nº 2.283 e nº 2.284, respectivamente de 28 de fevereiro de 1986 e 10 de março de 1986. O segundo decreto-lei corrigiu apenas alguns erros do primeiro. De maneira sucinta, as principais medidas do Plano Cruzado foram as seguintes:

#### Introdução de nova moeda
A unidade do sistema monetário brasileiro passou a ser o Cruzado (Cz$), em substituição ao Cruzeiro. A conversão de valores expressos em cruzeiros para cruzados foi fixada à razão de mil cruzeiros para cada cruzado.

#### Regra de conversão de obrigações contratuais
Critérios distintos foram aplicados para as obrigações contratadas com cláusulas de indexação e àquelas que não previam tal cláusula. No caso de obrigações sem cláusula de indexação, ficou estabelecido que a partir do dia 3 de março de 1986 o cruzado teria uma valorização diária de 0,45% em relação ao cruzeiro, equivalente a uma inflação mensal de 14,42% da antiga moeda. Para as obrigações com cláusula de indexação, a conversão foi efetuada em duas etapas. Na primeira, os valores em cruzeiros foram atualizados para cruzados do dia 28 de fevereiro de 1986, mediante a aplicação pro rata da correção monetária. Na segunda etapa, os valores assim obtidos foram convertidos para cruzados à razão de um cruzado para cada mil cruzeiros. Este procedimento foi usado para a conversão dos saldos das cadernetas de poupança, do Fundo de Garantia do Tempo de Serviço (FGTS) e do Fundo de Participação PIS/PASEP.

#### Desindexação
A Obrigação Reajustável do Tesouro Nacional (ORTN), que era corrigida mensalmente pela taxa de inflação, foi extinta. Em seu lugar foi criada a Obrigação do Tesouro Nacional (OTN), cujo valor foi congelado até o dia 3 de março de 1987. O uso de cláusula de correção monetária nos contratos com prazos inferiores de um ano foi proibido. A correção monetária para a caderneta de poupança e para os fundos de poupança forçada (FGTS e PIS/PASEP) foi mantida.

#### Conversão dos salários para cruzados
Os salários foram convertidos para cruzados pelos seus valores reais médios, de acordo com o Índice Nacional de Preços ao Consumidor (IPCA), do IBGE. Ao valor real médio foi acrescido um abono de 8%. O valor fixado para o salário mínimo incorporou um abono de 16%.

#### Indexação dos salários
Os salários foram indexados de acordo com uma escala móvel, que reajustaria automaticamente o salário toda vez que a inflação acumulada alcançasse 20%. Nas datas-bases do reajuste de cada categoria profissional, os salários teriam um reajuste de, no mínimo, 60% da variação acumulada de 60% da inflação, medida pelo índice de preços ao consumidor do IBGE.

#### Outras conversões
Conversão dos aluguéis, prestações do Sistema Financeiro da Habitação e mensalidades escolares — estes preços foram convertidos para cruzados de acordo com o princípio do valor real médio.

#### Política cambial
A taxa de câmbio foi utilizada como âncora do sistema e o seu valor foi fixado em 13 cruzados e 80 centavos por Dólar. Mas este valor não foi congelado, pois o Banco Central do Brasil poderia alterá-lo a qualquer momento.

## Polêmicas

### Datas utilizadas nas conversões de preços e salários
Um erro foi terem esquecido de trazer os preços a prazo de 30, 60, 90 dias ao seu valor presente a vista. Em vez de congelamento, ocorreu um aumento de 17%, 34%. Produtos vendidos com 30 dias tiveram um aumento real de 17%, a inflação media da época embutida nos preços. Produtos como brinquedos que tinham 180 dias de prazo, tiveram aumentos reais de 256%, no caso de empresas do setor de brinquedos como, por exemplo a Trol, de propriedade do ministro da fazenda.
Pérsio Arida se desculpou do erro, alegando que estudara Argentina e Israel que estavam em hiperinflação, quando não há mais vendas a prazo. Este erro na própria regra de congelamento desorganizou os preços relativos da economia, paralisou a produção por um mês e criou a famosa briga pelo "deflator" onde fornecedores e clientes discutiam novos preços reais.

## Fatores de fracasso

### Congelamento e cristalização de preços relativos
O plano começou a fracassar exatamente devido ao desequilíbrio dos preços relativos da economia. Por não equalizarem o valor presente dos preços, muitos produtores que corrigiam seus preços entre dia 1 a 15 do mês, ficaram com o preço tabelado abaixo da rentabilidade desejada ou até mesmo abaixo do custo de produção: algo que ou inviabilizava a venda dos produtos para o consumo, ou levava a uma queda na sua qualidade. Saíram beneficiadas as empresas que reajustaram seus preços nos dias anteriores ao plano.
Como o congelamento não permitiu o ajuste dos preços sujeitos à sazonalidade, houve um desequilíbrio de preços. E como resultado disso, vieram o desabastecimento de bens e o surgimento de ágio para compra de produtos escassos, principalmente os que se encontravam na entressafra (carne e leite) e de mercados oligopolizados (automóveis).
Além desses fatores, alguns economistas apontam o abono concedido ao salário mínimo (aumento real de 16%), e ao funcionalismo público (abono de 8%) como responsável por um aumento do consumo - algo que pressionou ainda mais a demanda, impedida de ser contrabalanceada por um aumento de preços.

### Ausência de controle de gastos do governo
Outros fatores que levaram ao fracasso do plano:
- a falta de medidas econômicas por parte do governo para controlar os gastos públicos;
- o congelamento da taxa de câmbio, algo que levou o país a perder uma parcela considerável de reservas internacionais;[20]
- os juros reais da economia estavam negativos, algo que desestimulava a poupança e pressionava o consumo.

### Proximidade eleitoral

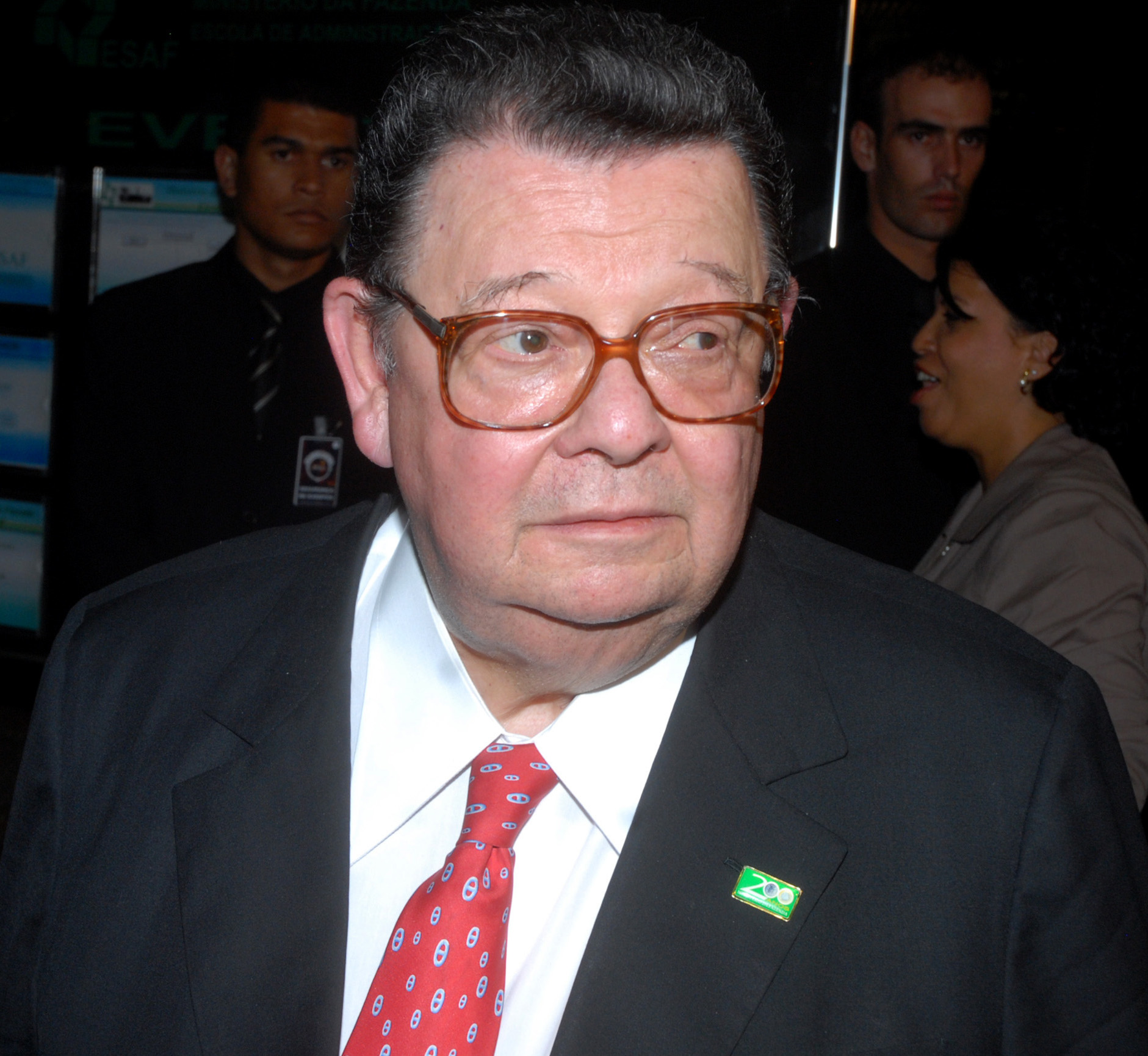
Delfim Netto

Algumas medidas corretivas ainda foram tomadas pelo governo. A proximidade das eleições, entretanto, fez com que o governo evitasse medidas impopulares que garantissem a sobrevivência do Plano. Só depois das eleições - em que, aliás, o PMDB elegeu 22 governadores  e o PFL, também governista, 1 governador -, o governo impôs tais medidas - por exemplo, o descongelamento de preços. Mas já no ano seguinte, a inflação se reaceleraria num grau maior que o do anterior ao plano.
Para muitos oposicionistas - entre eles, Delfim Netto -, o Plano Cruzado era inconsistente, populista e eleitoreiro: um plano que visava apenas a aumentar a popularidade do governo e de seus candidatos durante a eleição.
Nas eleições de novembro, o PMDB obteve a maioria absoluta das cadeiras no Congresso Nacional. Foi até cunhada, por isso tudo, a expressão estelionato eleitoral. Seja como for, o plano naufragou de vez logo após as eleições. A população se revoltou com quebra-quebra de ônibus e invasão de supermercados. A hiperinflação se instalou, sem controle.

## Resultado
O Plano Cruzado não apenas fracassou, como dele resultaram muitas ações judiciais até hoje em curso, na qual cidadãos comuns exigem de bancos e governos a reparação das perdas monetárias sofridas.
O Plano Cruzado também teve como resultado uma deterioração na balança de pagamentos do país com a consequente queda nas reservas internacionais. Sem condições para honrar os compromissos externos, o Brasil teve que decretar a moratória da dívida externa em 1987.

## Plano Cruzado II
O segundo Plano Cruzado foi lançado em 21 novembro de 1986.
Os salários também foram congelados, pelo valor médio dos últimos seis meses mais um abono de 8%. Se a inflação atingisse 20% ao mês, seria acionado o chamado "gatilho salarial", isto é, todos os salários teriam correção automática com o mesmo índice, mais eventuais diferenças negociadas nos acordos coletivos das diferentes categorias.
Imediatamente a inflação foi contida e o poder de compra dos salários cresceu subitamente. No entanto, quatro meses depois, o plano já mostrava a sua fragilidade. A demanda aumentou mas as mercadorias, cujos preços haviam sido congelados, desapareceram. Os fornecedores passaram a cobrar um ágio. Em fins de julho, foi decretado o chamado "Cruzadinho",  quando houve o aumento dos preços dos carros e dos combustíveis em 30%, ao mesmo tempo que o discurso governamental continuava a falar de "inflação zero".
De julho a outubro de 1986, o governo permaneceu imóvel diante do agravamento da escassez de produtos e à deterioração das contas externas. O "Cruzadinho" foi um tímido pacote fiscal que envolvia basicamente a criação de um sistema de empréstimos compulsórios na aquisição de gasolina e automóveis e impostos não-restituíveis sobre a compra de moedas estrangeiras e passagens aéreas internacionais. As expectativas de descongelamento de preços estimulavam a demanda. As exportações caíam, enquanto as importações aumentavam, esgotando as reservas cambiais (reservas em moeda estrangeira).
O governo havia decidido sustentar formalmente o congelamento de preços até as eleições, em 15 de novembro daquele ano. De fato, graças à popularidade do Plano Cruzado, o pleito foi favorável ao partido do governo, o PMDB, que conseguiu os governadores dos principais Estados do Brasil e quase dois terços da Câmara dos deputados, do Senado e das Assembleias Legislativas estaduais. Seis dias depois, em 21 de novembro, o governo lançou o Plano Cruzado II.

### Principais propostas
- Liberação parcial dos preços dos produtos e serviços;[26]
- Reajuste dos aluguéis a ser negociado entre proprietários e inquilinos;[26]
- Alteração do cálculo da inflação, que passaria a ter como base os gastos das famílias com renda de até cinco salários mínimos;[26]
- Aumento de impostos sobre bebidas e cigarros;
- Aumento das tarifas de serviços públicos;
- Aumento da carga fiscal;
- Reindexação da economia.

O Cruzado II foi um pacote fiscal que acabou por fornecer uma válvula de escape para toda a inflação reprimida durante o congelamento de preços. O Plano pretendia controlar o déficit fiscal aumentando a receita tributária.
Permanecia o gatilho salarial, porém, os índices de inflação eram "ajustados" de modo a evitar o seu disparo. de todo modo, em 1987, o índice atingiu um patamar que disparou o gatilho.
A população teve que enfrentar vários aumentos de preços, num só dia: 60% no preço da gasolina; 120% dos telefones e energia; 100% das bebidas; 80% dos automóveis; 45% a 100% dos cigarros.
Houve protestos. Em Brasília, uma manifestação que ficou conhecida como "badernaço", no dia 27 de novembro, degenerou em saques, depredações e incêndios. Em 25 de junho de 1987, uma multidão apedrejou o ônibus do Presidente no centro do Rio de Janeiro.
Havia problemas também na frente do balanço de pagamentos. A taxa de câmbio, oficialmente congelada, estava sobrevalorizada, favorecendo o aumento das importações e prejudicando as exportações. O pânico veio em 20 de fevereiro de 1987, quando, diante da queda vertiginosa das reservas cambiais (reservas em moeda estrangeira), o ministro Funaro suspendeu os pagamentos do serviço da dívida externa aos bancos privados. Era a moratória unilateral - o fantasma que sempre assombrou os ministros da Fazenda brasileiros.
Os preços dispararam, o governo desistiu de controlá-los, restabelecendo-se a indexação. Ainda foi mantido um certo controle sobre os salários, no sentido de reduzir a demanda agregada. Mas, em janeiro de 1987, a inflação já atingia 16,8%.
Depois de uma curta existência, de novembro de 1986 a junho de 1987, o Plano Cruzado II havia se tornado apenas mais um plano de estabilização fracassado e assim, em maio de 1987, cinco meses após a sua edição, o ministro da Fazenda, Dílson Funaro, foi substituído por Luís Carlos Bresser Pereira.